# Bassus cornutus
Bassus cornutus är en stekelart som först beskrevs av Granger 1949.  Bassus cornutus ingår i släktet Bassus och familjen bracksteklar. Inga underarter finns listade.